# Tomapoderopsis orientalis
Tomapoderopsis orientalis es una especie de coleóptero de la familia Attelabidae.

## Distribución geográfica
Habita en Vietnam y en China.